# Diocesi di Cavaillon

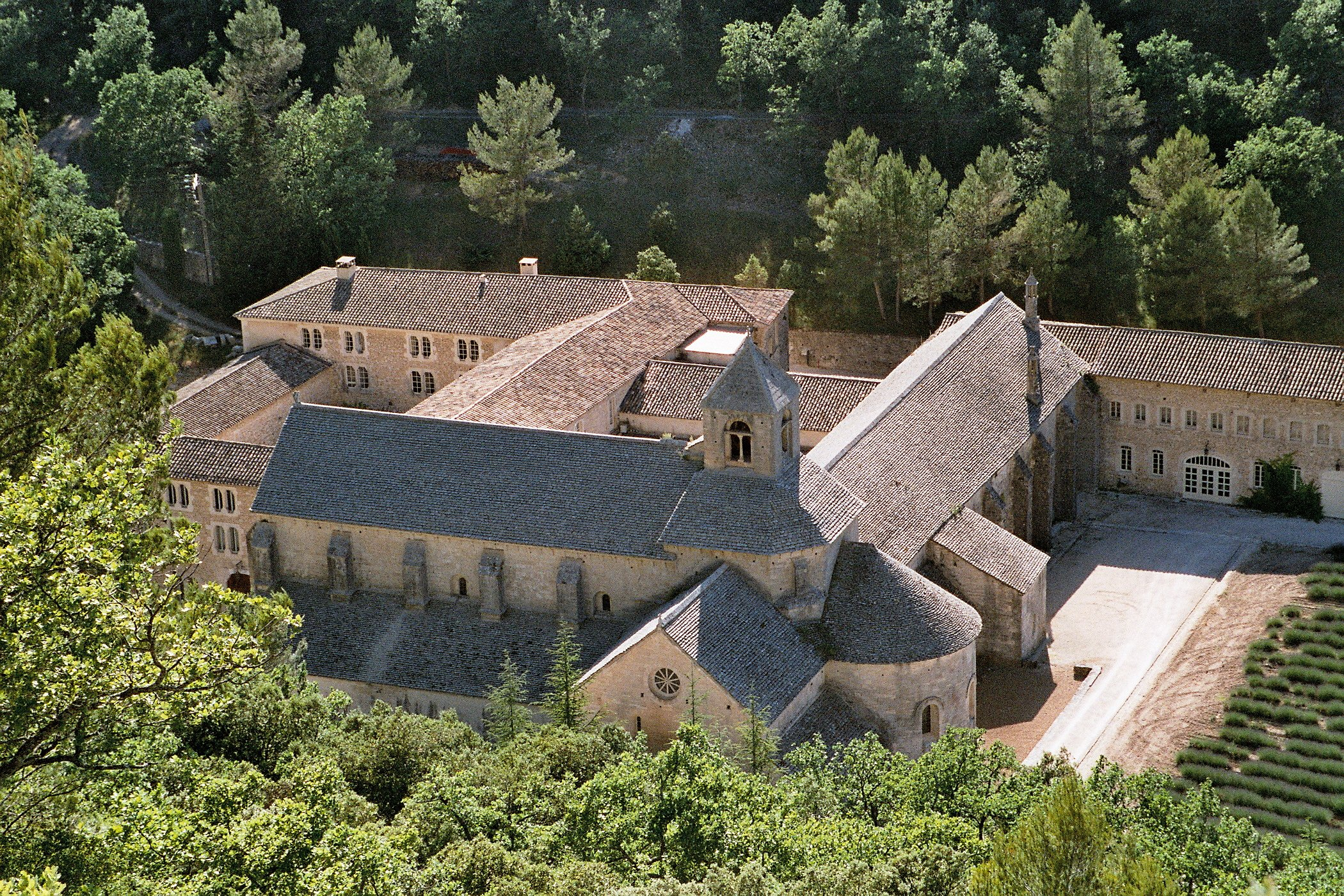
L'abbazia di Sénanque, fondata a metà del XII secolo.

La diocesi di Cavaillon (in latino: Dioecesis Cavallicensis) è una sede soppressa e sede titolare della Chiesa cattolica.

## Territorio
La diocesi era molto piccola; nel Settecento la diocesi comprendeva 17 località: Cabrières, Caumont, Cavaillon, Châteauneuf, Gordes, Goult, L'Isle, Lagnes, Maubec, Ménerbes, Mérindol, Oppède, Robion, Saumane, Taillades, Le Thor e Vaucluse. Di queste, 13 si trovavano nel Contado Venassino e 4 in Provenza.
Sede vescovile era la città di Cavaillon, nell'odierno dipartimento di Vaucluse, dove fungeva da cattedrale la chiesa di Nostra Signora e San Verano. Quest'ultimo era anche il patrono della diocesi.

## Storia
La civitas Cabellicorum era una delle antiche tribù della Gallia che, in epoca romana, a partire dal V secolo entrò a far parte della Gallia Viennense seconda, che aveva come capitale Arles.
La diocesi fu eretta attorno al 400. Secondo la tradizione il fondatore della diocesi fu san Geniale. Primo vescovo documentato è Asclepio, che prese parte al concilio di Riez nel 439.
Dalla metà del V secolo Cavaillon divenne suffraganea dell'arcidiocesi di Arles. Rimase legata alla metropolia arlesiana fino a dicembre 1475, quando entrò a far parte della provincia ecclesiastica della neoeretta arcidiocesi di Avignone.
Tra XII e XIII secolo fu edificata la cattedrale, consacrata da papa Innocenzo IV nel 1251. Il suo capitolo si componeva di un prevosto, di un arcidiacono e di dodici canonici. La diocesi comprendeva altre due collegiate: quella di L'Isle-sur-la-Sorgue, fondata nel 1212 dal vescovo Bertrand di Durfort; e quella di Oppède, fondata dal barone Jean de Meynier. Tra le case religiose, la più importante era l'abbazia cistercense di Sénanque.
Fu soppressa in seguito al concordato con la bolla Qui Christi Domini di papa Pio VII del 29 novembre 1801 e il suo territorio fu incorporato in quello della diocesi di Avignone.
Il 6 agosto 1877 il titolo di vescovi di Cavaillon fu concesso agli arcivescovi di Avignone, che lo ebbero fino al 2009.
Dal 9 febbraio 2009 Cavaillon è annoverata tra le sedi vescovili titolari della Chiesa cattolica; dal 16 febbraio 2009 il vescovo titolare è Krzysztof Zadarko, vescovo ausiliare di Koszalin-Kołobrzeg.

## Cronotassi

### Vescovi
- San Geniale †[1]
- Asclepio † (prima del 439 - dopo il 451)[2]
- Porciano ? †[3]
- Filagrio † (prima del 517 - dopo il 533)
- Pretestato  † (prima del 549 - dopo il 554)
- San Verano † (prima del 585 - dopo il 589)
- Lupo † (menzionato nel 788)
- Ildeboldo ? † (menzionato nell'875)[4]
- Reginardo † (prima del 906 - dopo il 916)
- Eriberto † (menzionato nel 951)
- Desiderio † (menzionato nel 972 circa)
- Valcaudo † (prima del 976 - dopo il 979)
- Teodorico † (menzionato nel 982)
- Ingilramno † (prima del 991 - circa 1014 nominato arcivescovo di Aix)
- Pierre I † (menzionato nel 1032 circa)
- Clément † (prima del 1040 - dopo il 1055 o 1056)
- Raoul † (prima del 1070 - dopo il 1075)
- Didier † (1082 - 1095 deceduto)
- Jean † (menzionato nel 1103)
- Alfant † (prima del 1148 - dopo il 1154)
- Benoît † (prima del 1156 - dopo luglio 1178)
- Pons † (menzionato a marzo 1179)
- Bermond † (prima del 1184 - dopo dicembre 1202)
- Bertrand I di Durfort † (prima di dicembre 1205[5] - dopo il 1222)
- Rostaing Belinger † (prima del 20 ottobre 1224[6] - 28 maggio[7] 1261 deceduto)
- Giraud † (prima del 21 agosto 1261[8] - dopo il 5 marzo 1278[9] deceduto)
- André I † (menzionato nel 1278)[10]
- Bertrand II † (prima del 1282 - dopo il 1301)
- Pons Auger de Laneis † (prima del 1311 - dopo il 1317 deceduto)
- Geoffroi Isnard † (19 aprile 1322 - 17 agosto 1334 nominato vescovo di Riez)
- Philippe de Cabassolle † (17 agosto 1334 - 18 agosto 1361 nominato patriarca di Gerusalemme)
  - Philippe de Cabassolle † (18 agosto 1361 - 23 settembre 1366 nominato amministratore apostolico di Marsiglia)  (amministratore apostolico)
- François de Cardaillac, O.F.M.  † (23 settembre 1366 - 11 ottobre 1388 nominato vescovo di Cahors)
- Hugues de Magialla  † (15 ottobre 1388 - 1392 deceduto)
  - André II † (16 dicembre 1392 - circa 1403 deceduto) (amministratore apostolico)
- Pierre II † (circa 1405)
- Guillaume I, O.P. † (26 luglio 1406 - 1408 deposto)
- Nicolas de Johannaccio † (9 agosto 1409 - 1421 deceduto)
- Guillaume de Goyon † (27 marzo 1422 - 28 giugno 1424 nominato vescovo di Luçon)
- Bernard Carbonet de Riez, O.F.M. † (28 luglio 1424 - 24 ottobre 1427 nominato vescovo di Montauban)
- Ferrier Galbert † (24 ottobre 1427 - circa 1432 deceduto)
- Jean de La Roche, O.F.M. † (19 settembre 1433 - 1436 deceduto)
- Bartolomeo † (15 settembre 1434 - 25 settembre 1439 nominato vescovo di Capaccio)
- Pierre Porcher † (25 settembre 1439 - 28 gennaio 1447 deceduto)
- Palamide del Carretto † (22 febbraio 1447 - 1467 deceduto)
- Toussaint de Villeneuve, O.Carm. † (9 febbraio 1467 - circa 1496 deceduto)
- Louis Passert † (15 luglio 1496 - circa 1501 deceduto)
- Bernardino Gambería (de Benasque) † (28 aprile 1501 - 1507  deceduto)
- Giovanni Battista Pallavicini † (22 novembre 1507 - 13 agosto 1524 deceduto)
- Mario Maffei † (9 settembre 1524 - 24 giugno 1537 deceduto)
  - Girolamo Ghinucci † (6 luglio 1537 - 16 luglio 1540 dimesso) (amministratore apostolico)
  - Alessandro Farnese il Giovane † (16 luglio 1540 - 20 luglio 1541 dimesso) (amministratore apostolico)
- Pietro Ghinucci † (20 luglio 1541 - 1568 dimesso)
- Cristoforo Scotti † (26 agosto 1569 - 28 febbraio 1584 deceduto)
- Domenico Grimaldi † (14 marzo 1584 - 8 giugno 1584 nominato arcivescovo di Avignone)
- Pompeo Rocchi † (7 febbraio 1586 - 1591 deceduto)
- Giovanni Francesco Bordini, C.O.  † (27 febbraio 1592 - 1597 nominato arcivescovo di Avignone)
- Girolamo Centelles † (1597 - 1608 deceduto)
  - Sede vacante (1608-1611)
- Ottavio Mancini † (24 gennaio 1611 - 1616 dimesso)
  - Sede vacante (1616-1624)
- Fabrice de La Bourdaisière † (29 gennaio 1624 - 13 gennaio 1646 deceduto)
- Louis de Fortia † (10 settembre 1646 - 26 luglio 1656 nominato vescovo coadiutore di Carpentras)
- François Hallier † (12 marzo 1657 - 23 luglio 1659 deceduto)
- Richard de Sade † (16 febbraio 1660 - 27 giugno 1663 deceduto)
  - Sede vacante (1663-1666)
- Jean-Baptiste de Sade † (1º marzo 1666 - 19 dicembre 1707 deceduto)
- Joseph de Guyon de Crochans † (9 settembre 1709 - 30 luglio 1742 nominato arcivescovo di Avignone)
- Francesco Maria Manzi † (30 luglio 1742 - 28 marzo 1757 nominato arcivescovo di Avignone)
- Pierre-Joseph Artaud † (28 marzo 1757 - 5 settembre 1760 deceduto)
- Joseph-Crispin des Achards de La Baume † (16 febbraio 1761 - 16 febbraio 1793 deceduto)
  - Sede vacante (1793-1801)
  - Sede soppressa

### Vescovi titolari
- Krzysztof Zadarko, dal 16 febbraio 2009